# Super Mario Bros. (film)
Super Mario Bros. è un film del 1993 diretto da Rocky Morton e Annabel Jankel.
La pellicola è basata sulla serie di videogiochi Super Mario di Nintendo. Lo sviluppo del film è iniziato dopo che Roland Joffé ottenne i diritti cinematografici di Mario da Nintendo. Con la licenza creativa gratuita di Nintendo, gli sceneggiatori hanno immaginato il film come una commedia sovversiva con un tono "strano e oscuro", con influenze da Ghostbusters - Acchiappafantasmi (1984) e Il mago di Oz (1939).
È stato il primo film tratto da un videogioco nella storia del cinema. Il film tuttavia non riporta in un mondo di colori e buffi personaggi, ma ripropone la serie in chiave cyberpunk. Le riprese si sono svolte da maggio a luglio 1992.
Nonostante il titolo sia lo stesso del videogioco del 1985, in realtà la trama del film, ambientata in un mondo alternativo abitato da discendenti diretti dei dinosauri, trae ispirazione da Super Mario World, uscito per Super Nintendo Entertainment System nel 1990.
Uscito il 28 maggio 1993, il film è stato un fallimento critico e finanziario, incassando $ 38,9 milioni in tutto il mondo, contro un bilancio di $ 42-48 milioni. I critici hanno elogiato gli effetti speciali innovativi, la direzione artistica creativa e le esibizioni degli attori, ma hanno criticato la narrativa confusa, la mancanza di somiglianza con i giochi e il tono incoerente. Tuttavia il film è considerato ancora oggi un cult del trash.

## Trama
Circa 65 milioni di anni fa, un meteorite si schianta sulla Terra, uccidendo i dinosauri e dividendo l'universo in due dimensioni parallele. I dinosauri sopravvissuti entrano nella nuova dimensione ed evolvono in una razza umanoide.
Vent'anni fa, una donna misteriosa lascia un grande uovo, insieme a una pietra, in un orfanotrofio cattolico di New York. Mentre tenta di scappare in una galleria sotterranea, viene avvicinata dal presidente Koopa, che chiede la posizione della pietra. La donna spacca uno dei sostegni della galleria, provocando una frana, uccidendola e bloccando Koopa dal lato interno. Intanto, le suore assistono alla schiusa dell'uovo, contenente una bambina.
Nel presente, due fratelli idraulici italo-americani di Brooklyn, Mario e Luigi, sono sul punto di essere cacciati dal mercato a causa del loro disonesto concorrente, la "Scapelli Construction" Company guidata da Anthony Scapelli. Luigi si innamora di una studentessa della New York University, Daisy (la bambina nata dall'uovo), che sta scavando sotto il ponte di Brooklyn alla ricerca di ossa di dinosauro, ritardando i lavori di un cantiere di Scapelli. Dopo un appuntamento a quattro con Mario e la sua ragazza Daniella, Daisy porta Luigi al sito archeologico per assistere a due degli uomini di Scapelli che lo sabotano lasciando aperti i tubi dell'acqua per allagare gli scavi e permettere al capo di riprendere con il cantiere. Chiamato Mario, i due fratelli riescono a ripararlo ma sono tramortiti da Iggy e Spike, scagnozzi e nipoti di Koopa, che hanno avuto il compito di trovare e portargli Daisy e, dopo diverse settimane in cui hanno rapito la ragazza sbagliata (Daniella inclusa), rapiscono Daisy. Mario e Luigi si risvegliano e li inseguono attraverso un portale interdimensionale che li conduce a Dinohattan. Durante l'inseguimento, Daisy perde il suo medaglione, ossia la pietra che trovarono assieme all'uovo, e Luigi lo raccoglie.
Iggy e Spike riescono a scampare agli idraulici e portano Daisy da Koopa, tuttavia egli nota che manca il medaglione, in realtà il frammento del meteorite che ha scisso le dimensioni che Koopa vuole usare per fondere Dinohattan col mondo dei mammiferi. Viene quindi rivelato che Daisy è la principessa perduta da tempo di quest'altra dimensione: quando Koopa rovesciò il padre di Daisy come re e lo trasformò in un fungoide, sua madre (la regina) la portò a Brooklyn. Il portale è stato quindi sigillato, ma gli uomini di Scapelli hanno inavvertitamente (e parzialmente) riaperto il portale quando hanno fatto esplodere la grotta per il cantiere. Koopa manda Spike e Iggy a trovare la pietra e i fratelli Mario, ma quest'ultimi sono derubati della pietra da una donna di nome Big Bertha.
Poco dopo, i Mario sono arrestati assieme ad un cantante ribelle di nome Toad e portati in cella. Koopa li interroga, ma perdendo la pazienza, li fa portare assieme a Toad alla "camera della de-evoluzione": un potente macchinario in grado di invertire il processo evolutivo. Toad è così tramutato in Goomba (un grosso dinosauro umanoide dalla piccola testa) ed è costretto a servire l'esercito di Koopa, ma i Mario riescono a scappare facendo finire Koopa nella macchina, ma viene subito fatto uscire dai suoi scienziati. La fuga porta i Mario fuori città, in un deserto senza fine.
Koopa manda Iggy e Spike a recuperarli, ma onde evitare un altro fallimento da parte dei nipoti, li sottopone alla macchina della de-evoluzione a processo invertito, rendendoli più intelligenti. I due però così, finiscono con l'allearsi con i Mario per rovesciare Koopa. Tornati in città, il gruppo localizza Bertha e recupera la pietra, ma poi la perdono per mano di Lena, la segretaria e amante di Koopa che, sentendosi ignorata da lui per via di Daisy, ha intenzione di agire alle sue spalle.
Mario e Luigi inseguono Lena fino alla Torre di Koopa e trovano Daisy, la quale è fuggita grazie a Toad, Spike, Iggy e Yoshi (un piccolo dinosauro della famiglia reale). Iggy e Spike portano Daisy nella sala dove si trova il padre, de-evoluto da Koopa nel muffoso fungo che invade la città intera, e che ha aiutato Mario e Luigi passandogli strumenti e salvandoli da brutte cadute. Luigi e Daisy tentano la fuga, ma sono catturati assieme a Lena da Koopa, mentre Mario soccorre Daniella e le altre ragazze rapite per sbaglio da Iggy e Spike.
Dopo un rapido diversivo da parte di Mario, Koopa perde la pietra che Lena prende e porta subito al meteorite. Mario chiede a Luigi di portare le ragazze a casa dal portale, mentre lui terrà occupato Koopa fingendo di avere la pietra. Lena unisce la pietra al meteorite, ma per la troppa energia muore nel processo. Le due dimensioni si fondono e Mario e Koopa si materializzano nel sito dove Scapelli e un gruppo di giornalisti si sono riuniti dopo la comparsa delle ragazze rapite. Scapelli viene colpito da un raggio di un fucile de-evolver e tramutato in scimpanzé, mentre Mario riesce a durare per il tempo che ci mettono Luigi e Daisy a disincastrare la pietra, annullando la fusione.
Tornati a Dinohattan, Mario, raggiunto da Luigi, sconfigge Koopa sparando dei de-evolver contro Koopa e lo fanno saltare in aria con una bomba. Koopa, ora trasformato in un feroce tirannosauro semi-umanoide, tenta di uccidere i fratelli Mario, ma questi lo uccidono una volta per tutte de-evolvendolo in melma. I cittadini festeggiano e distruggono immediatamente qualsiasi cosa con le sembianze di Koopa, mentre le vittime di de-evoluzione sono riportate alla normalità (incluso il re).
Il finale del film è stato rimosso dalla versione italiana: è il momento di tornare a casa, ma senza la presenza del medaglione di Daisy, il portale non si apre, il che significa che lei deve rimanere a Dinohattan, dovendo dire addio a Luigi. Pochi giorni dopo, i Mario sono ora riconosciuti come i più famosi idraulici del mondo (tanto più che due produttori di videogiochi, scambiando Iggy e Spike per i Mario, offrono di creare un videogioco sulle loro avventure), ma una Daisy armata fino ai denti appare alla porta chiedendo il loro aiuto.

## Personaggi

### Originali
- Mario Mario: protagonista ed eroe del film. Idraulico professionista di Brooklyn, avrà più volte occasione di dare prova delle proprie abilità per fermare la tirannia del perfido Koopa. Verso le scene finali comprende dal fratello Luigi che il fungo (il re, appunto) è suo alleato nella guerra contro Koopa. È fidanzato con Daniela.
- Luigi Mario: fratello di Mario, giovane e un po' pigro. Capisce prima di Mario che il fungo (il re) lo aiuta in tutti i modi possibili. Dopo la sconfitta di Koopa nell'altra dimensione, Luigi e Daisy si innamorano. Nei videogiochi della serie di Super Mario, Luigi appare con i baffi diversamente dal film.
- Koopa: versione umana della sua controparte videoludica, antagonista del film, Koopa è il malvagio e tirannico dittatore della seconda dimensione discendente dal T-Rex, da lui appunto definito il re dei dinosauri. Ha deposto il vero re trasformandolo in un fungo, e tiene al giogo gli abitanti che si ribellano a lui trasformandoli in Goomba.
- Principessa Daisy: principessa della dimensione alternativa, all'inizio ignara del suo passato, ma quando scopre la sua vera identità sarà pronta a salvare il suo mondo. Alla fine del film (nella versione originale), la ragazza deciderà di rimanere nel suo mondo e con il Re suo padre, nonostante si sia innamorata di Luigi.
- Toad: nel film è un musicista ribelle della città dell'altra dimensione, arrestato per aver cantato contro Koopa e poi de-evoluto in un Goomba, ma ciò non gli impedisce di aiutare i suoi amici. Alla sconfitta di Koopa, il musicista tornerà alla normalità.
- Yoshi: un cucciolo di velociraptor in precedenza appartenente alla famiglia reale.
- Goomba: strani e grossi rettili antropomorfi in cui viene trasformata la gente che si ribella al malvagio Koopa.

### Aggiuntivi
Rispetto al videogioco troviamo nuovi personaggi, non presenti nella serie:
- Iggy e Spike: nipoti e servi di Koopa, sono due cugini piuttosto incapaci che poi si ribelleranno a quest'ultimo dopo che le loro capacità mentali sono state incrementate artificialmente. 
  - Esistono due personaggi omonimi anche nella controparte videoludica: Iggy è il nome di uno dei Bowserotti, mentre Spike (chiamato in italiano Spunzo) è un nemico di Mario simile ad una tartaruga che scaglia palle acuminate apparso per la prima volta in Super Mario Bros. 3.
- Lena: braccio destro di Koopa, anche lei si ribellerà a quest'ultimo, ma non come Iggy e Spike, spinti dal desiderio di giustizia, bensì da quello di potere.
- Daniella: la fidanzata di Mario. Viene rapita dai fratelli Iggy e Spike, ma in seguito liberata da Mario insieme alle altre ragazze di Brooklyn considerate scomparse (anch'esse rapite).
  - il personaggio è ispirato a Pauline, prima storica fidanzata di Mario apparsa per la prima volta in Donkey Kong del 1981.
- Anthony Scapelli: imprenditore molto probabilmente malavitoso che si impone su Brooklyn pensando solo al guadagno.
  - Dato il ruolo di rivale di Mario e capo costruttore, lo si può identificare come omaggio a il Caposquadra Spike, personaggio del gioco Wrecking Crew.
- Big Bertha: buttafuori del Boom Boom Bar, locale nella città di Koopa. Dapprima si impadronirà della pietra, per poi aiutare i due idraulici. 
  - Il nome del personaggio è ispirato da un grande pesce omonimo presente in Super Mario Bros. 3.
- il Re Reznor: padre di Daisy e vero re della dimensione parallela del pianeta Terra. Deposto dal trono dal malvagio Koopa, è stato de-evoluto in un fungo. 
  - Il personaggio è chiamato nel copione e nella versione romanzata "Bowser", ma per evitare di confonderlo con Koopa (che sfrutta unicamente il nome originale, ora suo cognome, del personaggio) il seguito lo rinomina "Reznor", come un gruppo di miniboss di Super Mario World, si ispira primariamente però ai "Re dei Funghi" di Super Mario Bros. 3.
- la Regina Maia: madre di Daisy e moglie del re. Dopo la caduta del marito, porta con sé la figlia del mondo degli umani, contenente in una sorta di capsula con una pietra lucente incastonata. Lascia questo involto sugli scalini di una chiesa, e l'involto viene raccolto da delle suore.

## Produzione
Le scene di "Piazza Koopa" sono state girate alla Rootland Cement, una fabbrica di cemento abbandonata, a Wilmington, nella Carolina del Nord.
La produzione del film è stata molto travagliata, tra problemi di regia e di sceneggiatura. Il copione venne modificato di frequente ancor prima che venisse confermato l'attore che avrebbe interpretato Mario, con una graduale aggiunta di elementi per adulti e un tono cupo per la volontà dei registi, Rocky Morton e sua moglie Annabel Jankel. Ciò persistette durante le riprese, causando profonda insoddisfazione negli attori, dato che il copione venne modificato ogni giorno, causando ritardi e altri problemi, compresi conflitti con i registi: le riprese dovevano infatti durare dieci settimane, ma la durata venne estesa di altre cinque settimane, e quando le riprese delle scene più importanti erano in gran parte finite, la maggior parte dello staff, attori compresi, erano molto scontenti dei registi, al punto da escluderli dalla produzione. Di conseguenza, per completare le riprese, ormai in ritardo e con il budget sforato, il compito fu lasciato a terzi. Anche il montaggio fu una questione che causò frizioni, dato che i registi, tornati nella produzione, vollero che il montaggio fosse fatto digitalmente, ma gli editori insistettero per usare l'ormai arretrato Moviola, portando a un processo di montaggio lento.

## Colonna sonora
La colonna sonora omonima, pubblicata da Capitol Records nel 1993, comprende due canzoni dei Roxette: Almost Unreal è stata pubblicata come singolo. Il videoclip di Almost Unreal è stato ispirato dal film, con scene del film e il tema de-evoluzione. Almost Unreal era stata originariamente scritta per il film Hocus Pocus, ma non venne utilizzata, e così finì invece in Super Mario Bros. Il cambiamento ha fatto arrabbiare il cofondatore di Roxette, Per Gessle. La colonna sonora è stata composta da Alan Silvestri. Non è stata ufficialmente pubblicata, anche se esistono delle copie pirata. George Clinton (che ha creato la canzone Walk The Dinosaur) ha pubblicato un singolo nel 1993, che conteneva altre versioni della stessa canzone, tra cui un remix, un Funky Goomba Remix, e un Goomba Dub Mix (tra cui una versione strumentale).

### Tracce
1. Roxette – Almost Unreal – 3:59 (testo: Per Gessle)
2. Divinyls – Love Is the Drug (cover dei Roxy Music) – 4:35 (testo: Bryan Ferry e Andy Mackay)
3. George Clinton & The Goombas – Walk the Dinosaur (cover dei Was (Not Was)) – 4:06 (testo: Randy Jacobs, David Was e Don Was)
4. Charles & Eddie – I Would Stop the World – 4:24 (testo: Mick Leeson e Peter Vale)
5. Marky Mark – I Want You – 6:11 (testo: Donnie Wahlberg)
6. Extreme – Where Are You Going? – 4:34
7. Joe Satriani – Speed of Light – 5:10 (testo: Joe Satriani)
8. Megadeth – Breakpoint – 3:29 (testo: Dave Mustaine, David Ellefson e Nick Menza)
9. Queen – Tie Your Mother Down – 3:46 (testo: Brian May)
10. Us3 – Cantaloop (Flip Fantasia) – 4:29 (testo: Herbie Hancock, Rahsaan Kelly, Mel Simpson e Geoff Wilkinson)
11. Tracie Spencer – Don't Slip Away – 5:19 (testo: Tracie Spencer, Narada Michael Walden e Sylvester Jackson)
12. Frankie Yankovic – Somewhere My Love – 5:06 (testo: Per Gessle)

## Promozione
(Tagline)

## Accoglienza

### Incassi
Il film ha incassato $ 20.915.465 negli Stati Uniti e in Canada. In Asia, il film ha guadagnato ¥ 300 milioni ($ 2,7 milioni) dal noleggio di distribuzione in Giappone. In Europa, il film ha incassato £ 2.823.116 ($ 4.232.558) nel Regno Unito, ha venduto 391.800 biglietti in Francia e 290.098 biglietti in Germania. In totale, il film ha incassato $ 17.997.000 a livello internazionale per un totale mondiale di $ 38.912.465.
Nonostante ciò ha recuperato poi nel mondo e con l'home video. Vennero creati una serie di gadget a esso dedicati, come action figure, e soprattutto perché è il primo film della storia ad essere stato tratto da un videogioco, oggi considerato un film di culto.

### Critica
Su Rotten Tomatoes, il film ha un punteggio di approvazione del 29% basato su 42 recensioni, con una valutazione media di 4,1/10. Il consenso del sito afferma: "Nonostante i set appariscenti e gli effetti speciali, Super Mario Bros. è troppo leggero sulla trama e sulla sostanza per essere qualcosa di più di una novità". Metacritic, che utilizza una media ponderata, ha assegnato un punteggio di 35 su 100 basato su 23 critici, indicando "recensioni generalmente sfavorevoli".
Da una parte la pellicola fu criticata perché all'epoca, contro le aspettative del pubblico, la storia non ricalcò le ambientazioni naïf tipiche di Super Mario ma divenne più oscura e "adulta", rispetto ai videogiochi originali. Janet Maslin del New York Times, oltre a sollevare questa critica, definì il film frammentario, anche a causa della co-regia di più registi e della sceneggiatura a più mani. Hal Hinson del Washington Post ha elogiato il film per le sue prestazioni e gli effetti delle creature e ha proclamato "In breve, è uno spasso".
Super Mario Bros. è stato uno dei quattro film legati alla Disney presi in considerazione per il premio migliori effetti speciali ai Premi Oscar 1994, anche se per il premio alla fine venne scelto Nightmare Before Christmas.

#### Reazione degli attori
Alcuni dei membri del cast hanno manifestato il proprio disappunto per il trattamento che hanno avuto sul set. Bob Hoskins, pur essendo noto per il suo ruolo, non approvò la sua esperienza di lavoro. In primis sul set, dove durante le riprese di una scena di guida, Hoskins si è rotto un dito in un incidente con un veicolo, e quindi ha dovuto indossare un guanto rosa per tutto il resto del film.
Negativo fu anche il rapporto con i registi. Hoskins, in un'intervista dell'agosto 2007 al The Guardian, ha dichiarato: «La cosa peggiore che io abbia mai fatto? Super Mario Bros.» (riferito a come è stato trattato dai registi, e non al film in sé), aggiungendo che «L'intera esperienza è stata un incubo. Aveva una squadra di regia con marito e moglie la cui arroganza era stata scambiata per talento. Dopo alcune settimane perfino il loro agente gli ha detto di andarsene dal set! Un fottuto incubo. Fottuti idioti». In un'altra intervista sempre per il The Guardian, nel 2011, alle domande "Qual è il peggior lavoro che tu abbia fatto?", "Qual è la tua più grande delusione?" e "Se potessi modificare il tuo passato, che cosa cambieresti?", Hoskins ha risposto a tutte e tre le domande: "Super Mario Bros.".
In un'intervista del dicembre 2008, Dennis Hopper ha descritto la sua esperienza come "un incubo, a essere onesti. Il team di regia era composto da marito e moglie ed entrambi erano maniaci del controllo, e non parlavano con noi prima di aver preso una decisione. Comunque, io avrei dovuto rimanere lì per cinque settimane, e alla fine sono diventate diciassette. Ero già ben oltre il mio budget". Hopper racconta che suo figlio, all'epoca di sette anni, gli avrebbe chiesto perché avesse deciso di interpretare "un cattivo" come Koopa; "Io gli ho detto, 'beh, così posso comprarti le scarpe', e lui ha risposto 'non ne ho così bisogno'".
John Leguizamo ha espresso un parere negativo sul film. Nella sua biografia infatti racconta che lui e Bob Hoskins hanno dovuto perfino ubriacarsi per riuscire bene nei ruoli. Un altro disappunto è stata la scelta dei registi di rendere questo film per adulti e non per le famiglie.

#### Reazione della Nintendo
Il creatore di Mario, Shigeru Miyamoto ha dichiarato: "Alla fine, è stato un progetto molto divertente in cui hanno messo molto impegno. L'unica cosa di cui ho ancora qualche rimpianto è che il film potrebbe aver cercato di avvicinarsi un po' troppo a quello che erano i videogiochi Mario Bros. E in questo senso, è diventato un film che parlava di un videogioco, piuttosto che essere un film divertente in sé e per sé."

## Riconoscimenti
- 1994 - Saturn Award
  - Candidatura per i migliori costumi (Joseph A. Porro)
  - Candidatura per il miglior trucco (Jeff Goodwin, Vincent J. Guastini, Rob Burman)

## Sequel e altri film

### Primo film suSuper Mario
Per quanto il primo film live-action tratto da un videogioco, Super Mario Bros. tecnicamente non è il primo lungometraggio tratto da un videogioco: prima di esso, nel 1986, fu pubblicato in Giappone il film animato Super Mario Bros. - Peach-hime kyushutsu dai sakusen!, che vede con tratti molto più fedeli gli eventi di Super Mario Bros. per NES.

### Seguito fumettato
Come lasciato intendere dal finale del film, che in Italia è stato tagliato, era previsto un seguito del film con elementi provenienti da Super Mario Bros. 2, ma a causa della scarsa popolarità, tale progetto non vide mai la luce. Tuttavia, nel maggio del 2013, il copione del mai realizzato seguito venne rispolverato dal team del Super Mario Bros. the Movie Archive e fumettato da diversi artisti e pubblicato su un proprio sito, con la speranza di un giorno poterlo pubblicare su carta. La trama vede Dinohattan venire attaccata da una nuova minaccia formata da Tipi Timidi e un vecchio collaboratore di Koopa, Wart.

### Il terzo lungometraggio diSuper Mario
Nel 2018, Miyamoto confermò che sarebbe stato creato un secondo lungometraggio cinematografico di Mario, stavolta animato, e che sarebbe stato realizzato da Illumination Entertainment. Nel Q&A del luglio 2021 è stato confermato da Miyamoto stesso che come capo del consiglio esterno di Nintendo è stato nominato il fondatore della sopracitata casa cinematografica, Chris Meledandri, confermando inoltre che i due sono da ben 5 anni a capo del progetto di questo film. Il 5 aprile Super Mario Bros. Il Film esce nelle sale cinematografiche con un'accoglienza positiva da parte del pubblico e riscuotendo un grande incasso, superando il miliardo nel giro di un mese.